# Parapenetretus shimianensis
Parapenetretus shimianensis is een keversoort uit de familie van de loopkevers (Carabidae). De wetenschappelijke naam van de soort is voor het eerst geldig gepubliceerd in 2002 door Zamotajlov.